# مارومی یامازاکی
مارومی یامازاکی (انگلیسی: Marumi Yamazaki؛ زادهٔ ۹ ژوئن ۱۹۹۰) بازیکن فوتبال اهل ژاپن است که در تیم ملی فوتبال زنان ژاپن بازی کرده‌است.